# Coronium oblongum
Coronium oblongum is een slakkensoort uit de familie van de Muricidae. De wetenschappelijke naam van de soort is voor het eerst geldig gepubliceerd in 1996 door Simone.